# رضیه انصاری
رضیه انصاری (متولد ۱۳۵۳، شمیران، تهران) نویسنده ایرانی است که برای رمان «شبیه عطری در نسیم» برنده جایزه مهرگان ادب و کاندید جایزه بنیاد گلشیری شد.

## زندگی
رضیه انصاری کارشناس ارشد رشته زبانشناسی، و کارشناس ادبیات زبان آلمانی است. رساله پایان‌نامه او تحت عنوان «بررسی نشانه شناختی رمان آینه‌های دردار اثر هوشنگ گلشیری» در سال ۱۳۸۴ مورد توجه اساتید رشته زبانشناسی قرار گرفت.
از اواسط دهه هفتاد به فعالیت مطبوعاتی روی آورد و با نشریات نگاه نو، فصل سبز، مجله فیلم، و روزنامه‌های آفتاب امروز، صبح امروز، هم میهن، نوروز، بهار، شرق و همشهری همکاری داشت. بیشتر این روزنامه‌ها در پایان دهه به فعالیت خود پایان دادند یا مجوز فعالیت آن‌ها لغو شد.
سپس به داستان‌نویسیروی آورد و با چاپ داستان کوتاه در نشریات و مطبوعات و سپس انتشار رمان، عناوین و جوایزی را از آن خود کرد. توجه به زبان، کاربرد نثر و زبان متناسب با متن، و ارائهٔ واقع‌گرایانهٔ مدرنیستی از زندگی معاصر از ویژگی‌های نوشتاری اوست. او همچنین در آثارش دغدغهٔ تقابل سنت و مدرنیسم و غیاب تدریجی انسان از متن زندگی مدرن را دارد.
رضیه انصاری همچنان با برگزاری جلسات داستان‌خوانی و شرکت در رویدادهای ادبی و نشست‌های نقدکتاب، و انتشار یادداشت و مقاله و نقد در روزنامه‌ها و ماهنامه‌های ادبی (از جمله تجربه، زنان امروز، مهرنامه، اندیشه پویا، نافه، سینما و ادبیات، و مجلات الکترونیکی) به فعالیت‌های ادبی و مطبوعاتی خود ادامه می‌دهد.

## آثار
نخستین رمانش «شبیه عطری در نسیم» (نشر آگه، تهران ۱۳۸۹) برندهٔ دوازدهمین دوره جایزه مهرگان ادب برای بهترین رمان سال‌های ۱۳۸۸ و ۱۳۸۹، و کاندیدای یازدهمین دوره جایزه بنیاد هوشنگ گلشیری شد.این اثر که به صورت کتاب الکترونیکی و همچنین کتاب صوتی با صدای هنگامه سنجر منتشر شده، به فهرست مهرگان طلایی نیز راه‌یافته‌است.
اثر دومش تریو تهران (نشر آگه، تهران ۱۳۹۰) نیز نامزد جوایز ادبی شد و مورد توجه منتقدین و نویسندگان قرار گرفت.
«زنی با سنجاق مرواری نشان»، سومین اثر داستانی رضیه انصاری است که در سال ۱۳۹۵ از سوی نشر چشمه منتشر شد. این رمان هم در محافل ادبی با استقبال شایسته‌ای مواجه شد و بازار نقد و نظر دربارهٔ آن هنوز گرم است. نسخه الکترونیکی و کتاب صوتی این اثر با صدای جمشید گرگین نیز از سوی ناشر در اختیار علاقمندان به ادبیات داستانی قرار گرفته‌است.
تک داستان‌ها: لوبو (ماهنامه تجربه، جنگ زمان شماره ۱۰ به همت منصور کوشان)، مسافر (گربه ایرانی شماره ۱۱، نشریه ایرانیان مقیم برلین به همت عباس معروفی)
نوازش از سمت تیز (برگرفته از مجموعه داستانی منتشر نشده با همین عنوان، رادیو زمانه از مجموعه داستان‌خوانی با صدای نویسنده)